# Canyon Monument
Pour les articles homonymes, voir Monument.
Le canyon Monument (en anglais : Monument Canyon) est un canyon du Colorado, aux États-Unis. Situé dans le comté de Mesa, il est protégé au sein du Colorado National Monument.